# Julio de la Rosa
Julio de la Rosa (Jerez de la Frontera, 18 agosto 1972) è un compositore e cantante spagnolo, noto soprattutto per essere stato il cantante e chitarrista del gruppo rock El Hombre Burbuja..
Ha ottenuto due nomination al Premio Goya per Grupo 7 nel 2013  vincendo nel 2015 con La isla mínima.

## Filmografia
- Primos (2011), regia di Daniel Sánchez Arévalo
- Grupo 7 (2012), regia di Alberto Rodríguez Librero
- La isla mínima (2014), regia di Alberto Rodríguez Librero